# Satrapie de Parthie
Pour un article plus général, voir Parthie.
Sauf précision contraire, les dates de cet article sont sous-entendues « avant l'ère commune » (AEC), c'est-à-dire « avant Jésus-Christ ».

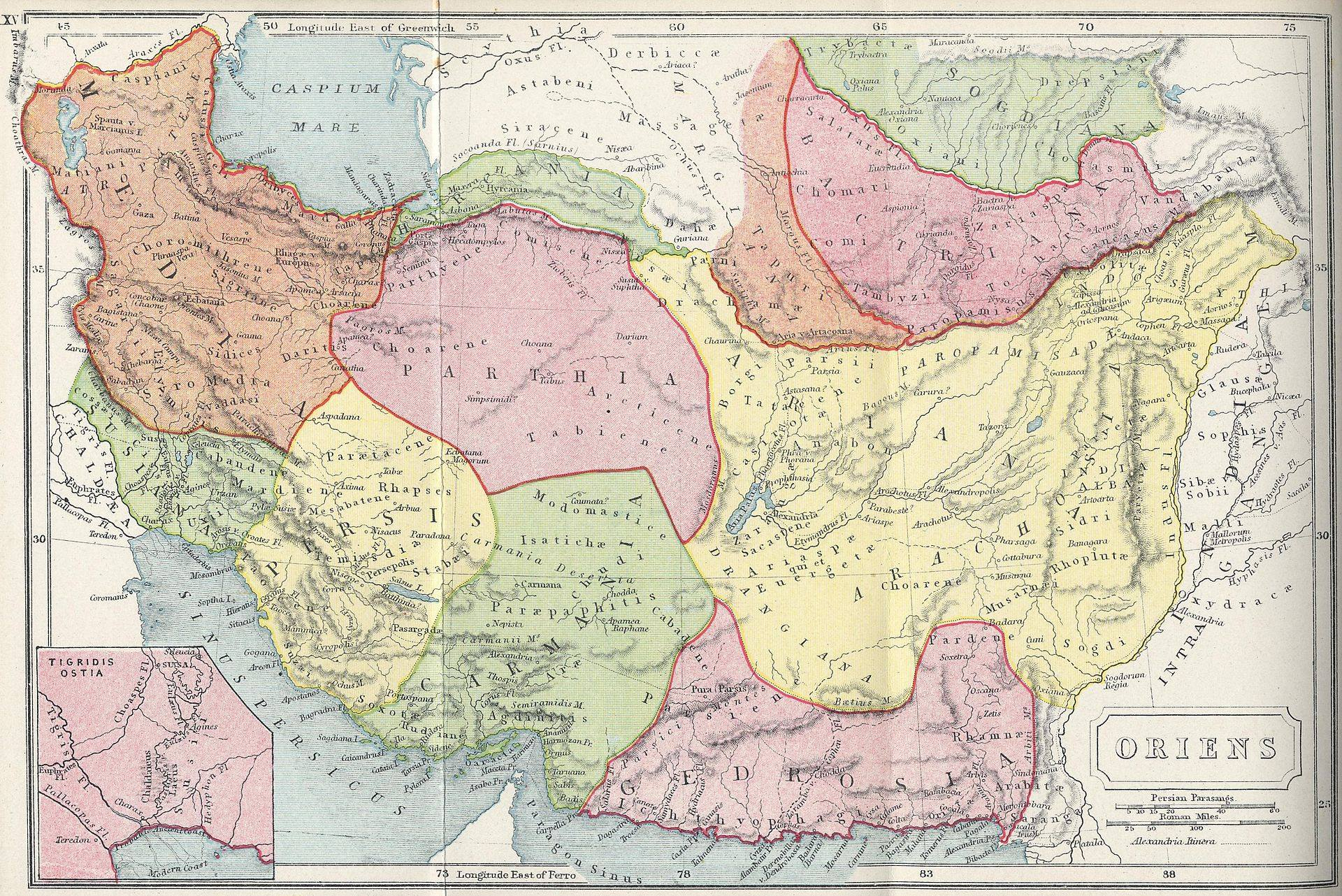
La Parthie dans The Atlas of Ancient and Classical Geography par Samuel Butler.

L'empire achéménide.

La satrapie de Parthie était une province perse située dans la région de Parthie, en Asie Mineure, qui se trouve actuellement en Iran. Une satrapie est une division administrative de l'empire achéménide reprise ensuite sous le règne d'Alexandre. La Parthie est nommée selon les auteurs et les langues Parthienne, Parthydée, Parthyaea ou Parthyene en Grec, Parthyene ou Parthia en Latin, les mentions de cette satrapie sont cependant assez rares dans les sources.
Les Parthes sont décrits comme « les plus obscurs des peuples orientaux à l'époque des Assyriens et des Mèdes » par Justin, il les voit comme un peuple tour à tour soumis aux Mèdes, puis aux Perses, puis aux Macédoniens si bien qu'il lui apparaît surprenant la réussite future des Parthes dans l'Empire Séleucide.

## Géographie
La Parthie est une région se situant en Asie mineure, entre l'Euphrate et l'Inde, au sud-est de la Mer Caspienne et à l'Est de l'Hycarnie. Aujourd'hui, elle correspond au nord-est de l'Iran. La Parthie fait partie de l'Empire achéménide puis à l'époque du royaume d'Alexandre le Grand (335-323 av. J.C.), devient une satrapie localisée entre, à l'est, la Bactriane et la Dangriane, à l'ouest de la Grande Médie et au sud de la Carmanie.
Durant l'Antiquité, la Parthie est une région montagneuse de faible étendue disposant cependant de nombreuses forêts, de plaines et de terres fertiles. Le pannel de climats immense observé dans cette région peut aller de grandes chaleurs à un froid intense. L'Asie est composée pour la majorité de régions riches et habitées pouvant nourrir une armée, et donc propices à son passage, mais d'autres régions comme la Parthie sont évitées par cette dernière. La satrapie possède de faibles ressources et les Macédoniens méprisent cette région pour son manque de stérilité. 
À l'époque de Strabon, soit au Ier siècle après J.C., cette satrapie s'étend sur toute l'ancienne Médie jusqu'à Rhoges. Elle contient les villes d'Apamée, d'Héraclée et d'Hecatompyles.

## Histoire

### Pendant l'Empire Achéménide
La Satrapie Parthie est à l'origine sous la tutelle des Mèdes. Les Parthes, alliés au roi Phraortes, se révoltent contre Hystaspes, père de Darius I. À la suite de cette rébellion, la satrapie est conquise par Cyrus le Grand en 550 avant J.C. Elle appartient alors à l'Empire Achéménide. Durant son règne, la Parthie-Hycarnie comprenait le territoire des Tapouriens, population montagnarde de la région. Elle comprend les villes comme Hyspaozatis et Patigrabana, Vishpauzati ainsi qu'Hecatompyles (aussi nommée Hecatompylus), considérée comme le centre administratif de l'Empire.

### Conquête par Alexandre le Grand
Alexandre le Grand entreprend dès 334 avant notre ère la libération des cités grecques sous domination perse, puis il se lance a la conquête de l'Asie Mineure. Après avoir détruit Persépolis, en 330 av. J.C., Alexandre se lance à la poursuite de Darius, réfugié au sud de la Mer Caspienne, entouré de nobles achéménides. 

Les conquêtes d'Alexandre III "Le Grand" de Babylone à l'Indus et retour à Babylone

Selon Plutarque, après que Darius fut assassiné par le satrape de Bactriane, Bessos, Alexandre passe l'Hyrcanie. Il s'ensuit alors l'affaire du cheval bucéphale et Alexandre atteint la Parthie, que Plutarque nomme "Parthienne". Ce dernier affirme qu'Alexandre s'y serait revêtu pour la première fois de l'habit barbare et fait l'hypothèse que cet acte est entrepris pour faciliter la conquête et l'incorporation des habitants, ainsi que pour tester la réaction des Macédoniens à cette intégration de la culture barbare. Alexandre prend possession de la Parthie et en donne le gouvernement à Amnipanès accompagné de l'épiscocpos (évêque) Tlèpolémos. Il fait aussi surveiller le peuple des Tapouriens par Autophradatès. Toujours selon Plutarque, le roi prend la ville d'Hecatompyles et en fait un poste militaire. Le centre administratif Zadracarta était la ville où siégeait le statrape.  
Très peu de temps après, le satrape en place à l'arrivée d'Alexandre qui refusait de se soumettre, se résigne. Phrataphernès reprend donc le commandement de sa satrapie et se montre fidèle et serviable envers Alexandre . En effet, la stratégie d'Alexandre était celle du pardon et de la collaboration avec les élites locales. Ainsi, Phrataphernès est chargé de réprimer la révolte de Satibarzanès, l’un des assassin de Darius III, il joue aussi un rôle important dans la capture de deux satrapes usurpateurs : Arsamès et Baranès. Il est aussi envoyé soumettre le satrape de Mardes, et, de sa satrapie, il envoie son fils ravitailler à l’aide de bête de somme les troupes d’Alexandre en Carmanie après la traversée de la Gédrosie qui fut particulièrement rude en 325.

### Après la mort d'Alexandre
Après la mort d'Alexandre en 323 av. J.C., les héritiers du roi, appelés diadoques, se réunissent et s'accordent sur le partage de l'empire. Les accords de Babylone attribuent alors la satrapie à Phrataphernès, qui s'était donc maintenu sous le règne d'Alexandre. 
En 321 av. J.C., un nouveau partage (accords de Triparidos) est effectué et c'est Philippe, l'ancien satrape de la Bactriane et de la Sogdiane, qui se voit attribuer la Parthie. 
Cependant, Peithon, le satrape de Médie, qui cherche à s'imposer dans les satrapies supérieures, fait, au printemps -318, capturer puis assassiner Philippe pour placer en Parthie son propre frère Eudamos. Il en est rapidement chassé par une coalition de satrapes d'Orient menés par Peuceste satrape de Perse. Ces derniers craignaient que leur sort ne vienne, qu'ils soient eux aussi envahis par Peithon. Ce dernier ayant perdu une grande partie de ses troupes, après être retourné en Médie décida, pour sa sécurité de partir à Babylone demander l'aide de Séleucos.
Le conflit entre Antigone et Eumène, qui avait repris en -319, s'était exporté en Orient et il se calqua alors sur celui entre Peithon et Séleucos, et la coalition des satrapes de l'est. Antigone, Peithon et Séleucos finirent par l'emporter en -316. Antigone put alors réorganiser l'Asie à sa guise, plaçant ses amis dans des satrapies.
On peut penser que dans le feu de l'action, on n'ait pas eu le temps de nommer de nouveau satrape en Parthie mais même après la victoire d'Antigone et sa réorganisation de l'Asie, la satrapie n'est pas mentionnée.
On perd ainsi sa trace durant cette période.

### Satrapes de Parthie[22]
| Date | Satrape       |
| --- | ------------- |
| Du règne de Darius III à 321                                                                              | Phrataphernès |
| Parenthèse courte au moment de la prise de la satrapie par Alexandre, Elle est vite rendue à Phratapherne | Amnipanès     |
| De 321 à 318                                                                                              | Philippe      |
| De 318 à 312                                                                                              | ???           |
| De 312 à 305                                                                                              | Séleucos      |
| Dates incertaines                                                                                         | Eudamos       |

### Pendant l'Empire Séleucide
L'année 312 av. J.C. marque le début de l'ère séleucide. En effet, Séleucos, satrape de Babylonie depuis 321 av. J.C., s'empare de la région et y instaure un pouvoir personnel. Alors qu'Antigone et son fils Démétrios poliorcète prennent le titre de basileus en 306 av. J. C., Séleucos fait de même. En effet, en 305 av. J.C., il prend le titre de roi, devient Séleucos Ier, et règne sur les régions de la Parthie et iranienne. 

Les royaumes diadoques en 303 av. J.C

La bataille d'Ipsos de 301 av. J.C. engendre un nouveau partage du monde hellénistique. Séleucos poursuit cependant l'affirmation de son autorité et la construction de son Empire en Parthie et fonde sa capitale, à Antioche.  
Après la mort de plusieurs diadoques, vers 285 av. J. C. le monde hellénistique paraît divisé en trois royaumes : Ptolémée est pharaon d'Égypte et des régions du Sud, Lysimaque tient l'Asie Mineure et la Macédoine et Séleucos dirige son Empire en Asie et donc la Parthie intégrée à l'Empire. Lors d'un conflit entre Séleucos et Lysimaque pour la possession de l'Asie Mineure, ce dernier est tué (bataille Couroupedion) et laisse à Séleucos la possibilité de conquérir les territoires de l'Ouest. Mais il est assassiné en 280 av. J.C. par Ptolémée Keraunos, fils de Ptolémée Ier. Le royaume séleucide revient alors à Antiochios Ier, héritier de Séleucos. Alors que l'Empire s'étend et parvient à conquérir de plus amples territoires, la satrapie de la Parthie est peu documentée au cours de cette période.

### De la satrapie à l'Empire
En 247 av. J.C., la Parthie devient l'Empire Parthe, sous Arsace Ier, qui fonde la dynastie arsacide. Ce dernier aurait pris le pouvoir au satrape Andragoras. Les Parthes menés par Mithridate s'imposent dans la région iranienne. L'Empire Parthe, puissant, réussit à tenir tête assez longtemps aux Romains.

## Organisation militaire
L’armée parthe, contrairement à celle des autres peuples n'est pas constituée d'hommes libres, mais majoritairement d'esclaves.  Elle est composée principalement de la cavalerie, qui se divise en deux parties : les cataphractaires et les cavaliers, armés de façon légère.  Les fantassins ne jouent dans l’armée parthe qu’un rôle secondaire. Les cataphractaires sont des unités lourdement armées, qui ont pour rôle de charger l’ennemi, dans une formation de combat spécifique, en rang serré.  Quant aux cavaliers, elle constitue l’armée prépondérante, les cavaliers parthes étant particulièrement compétents au combat. Des cuirasses protègent leurs chevaux.Les deux armées se coordonnent lors des batailles, pour plus d’efficacité. Les nobles parthes ne participent pas seulement eux-mêmes aux campagnes militaires : ils sont également tenus de fournir à l’armée royale des détachements armés. La noblesse de plus ne constitue pas une couche sociale homogène.

## Ethnographie, culture et coutumes[27]
Justin dans le Livre XLI de son Abrégé des Histoires Philippiques de Trogue Pompée, décrit le peuple parthe. Il nous apprend que ces derniers avaient chacun plusieurs épouses, mais que les femmes ne devaient pas être en présence ou côtoyer les hommes car l'adultère leur était interdit. Il marque d'ailleurs une nette différence entre le caractère masculin marqué par la violence et celui de la femme qui n'est que douceur. 
Ce peuple était selon Justin toujours à cheval, même pour discuter, commercer ou se réunir, ce qui les démarque de leurs esclaves qui ne se déplacent qu'à pied. 
Aussi, ils ont un grand respect pour les rites religieux et le culte pour les dieux. Par exemple, ils enfouissent le bec et les serres des oiseaux ou les crocs de chiens, leur servant alors de lieu de sépulture.  